# Szovjetek palotája
A Szovjetek palotája (oroszul: Дворец Советов, Dvorec Szovetov) egy monumentális építészeti projekt volt a Szovjetunióban, Moszkvában az 1930-as években, egy kormányzati és kongresszusi központ létrehozására a Kreml közelében, a lerombolt Megváltó Krisztus-székesegyház területén, amely egyúttal Vlagyimir Iljics Leninnek is emléket állított volna. Az 1931 és 1933 között futó pályázatot Borisz Iofan építész nyerte meg egy neoklasszicista épület terveivel, amelyet később Vlagyimir Scsuko és Vlagyimir Gelfrejh közreműködésével egy gigantikus felhőkarcoló terveivé dolgozott át. Ha megépült volna, ez az épület lett volna akkoriban a világ legmagasabb épülete a 415 (csúcsdísszel együtt mérve 495) méteres magasságával. Az építkezést el is kezdték 1937-ben, de az 1941-es német megszállás miatt félbehagyták, és később sohasem folytatták, az addig felépített acélvázat 1941–1942-ben visszabontották, hogy erődítményekhez és hidakhoz használják fel. 1958-ban az épület alapjait az akkori világ legnagyobb uszodájának, a Moszkva uszodának az építéséhez használták fel. A lerombolt székesegyházat 1995 és 2000 között újjáépítették. A közelben egy metróállomást is elneveztek a Szovjetek palotájáról, ezt 1957-ben Kropotkinszkaja névre keresztelték át.

## Előzmények

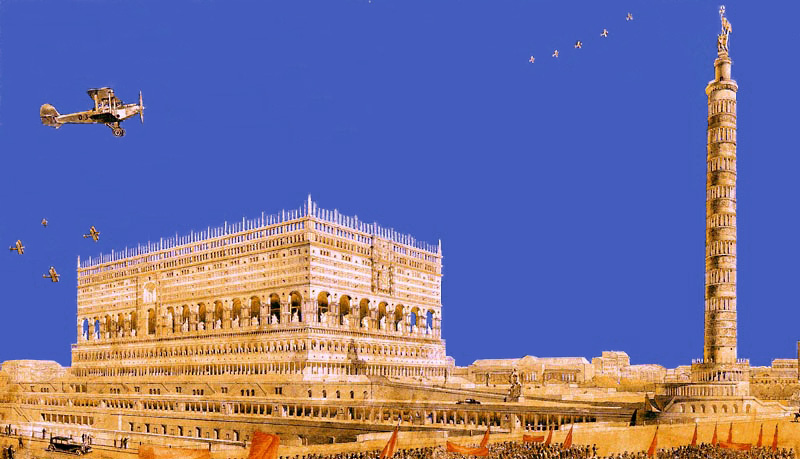
Scsuko „dózsepalotájának” tervei

1922 decemberében a Szovjet Kongresszus kikiáltotta a Szovjetunió létrejöttét. Szergej Kirov a Kongresszus ülésén javaslatot tett egy kongresszusi palota megépítésére, mivel szerinte az újonnan csatlakozott tagállamok képviselői létszáma meghaladta az akkoriban rendelkezésre álló épületek kapacitását, valamint szerinte egy ilyen épület felhúzása tovább erősítette volna az akkoriban még szunnyadó kommunizmust.
Lenin 1924-ben meghalt. Először egy ideiglenes mauzóleumot kapott, ennek hatására pedig nemzeti összefogás indult Lenin-emlékművek megépítésére Szovjetunió-szerte. Viktor Balihin, a VHUMETASZ művészeti iskola egy végzős diákja azt javasolta, hogy a Lenin-emlékművet a Kommunista Internacionálé központi épületének tetején helyezzék el, amelyet a Megváltó Krisztus-székesegyház területén képzelt el. Az ötlet ugyan egy időre feledésbe merült, ám később Borisz Iofan terveiben egyértelműen visszaköszönt.

## A székesegyház lerombolása
Hat évvel később, 1931 februárjában az állam kihirdette első pályázatát a Szovjetek palotájára, amelyet 15 építészeti műhelyhez juttattak el, köztük avantgárd és tradicionális építészekhez. A verseny 1931-ben ért véget, győztest nem hirdettek.
A párt 1931. június 2-án kijelölte az építendő palota helyszínét, amely megpecsételte a Megváltó Krisztus-székesegyház sorsát. A tervezetet június 16-án hivatalosan is jóváhagyta a legfelsőbb törvényhozás. Július 18-án (ezen a napon hirdette ki az Izvesztyija napilap a második pályázatot) állami megbízottak leltározásba kezdtek a katedrális javai között. Egy kis részüket elszállították, így például – a vallásellenes múzeummá átalakított – Donszkoj-monostornak adták át; a többi megsemmisült a bontás során. Az épületet augusztus 18-án kezdték el elbontani, végleges pusztulására december 5-én került sor, két robbantást követően, amelyeket a Time magazin szerint folyékony levegő-töltetekkel hajtottak végre, habár ezt korabeli orosz források nem támasztják alá. A romok eltakarítása több mint egy évet vett igénybe.

## A nyilvános pályázat
A második, immáron mindenki számára publikus pályázatot 1931. július 18-án hirdették meg. Összesen 272 tervet gyűjtöttek be, ebből 160 építészeti tervet (136 szovjet és 24 külföldi munkát). A projekt számos nemzetközi tekintélynek örvendő építész figyelmét is felkeltette, mint például Le Corbusier, Joseph Urban, Walter Gropius, Erich Mendelsohn, valamint Armando Brasini, Iofan olasz származású tanára. Brasini fogalmazta meg legtisztábban Lenin emlékművének az épület tetejére történő elhelyezését. Az amerikaiak is küldtek pályázatokat, ezeket Albert Kahn építész koordinálta.
A projektet hatalmas belföldi és nemzetközi érdeklődés övezte. 1931-ben és 1932-ben nemzetközileg is közvetítették a pályázatot, az egész világban jelentek meg róla jelentések és összefoglalók. A szakértői tanács élén az ősbolsevik Gleb Krzsizsanovszkij állt. A Time magazin kiemelte, hogy a döntőbizottságban maga Sztálin is helyet kapott.
1932 februárjában a győztes kihirdetése elmaradt, a bizottság ehelyett három pályázatot emelt ki, Borisz Iofanét, Ivan Zsoltovszkijét, valamint egy New Jersey-ben élő 28 éves brit építészét, Hector Hamiltonét. Ez az eredmény azt is jelentette, hogy szükség volt egy harmadik fordulóra is a pályázatban – ebbe pedig immáron a szovjet vezetés is beleszólt. A három versenyben maradt pályázó hátat fordított az avantgárdnak, és a neoklasszicizmus és az eklektika irányába fordultak. Ez a "reakcionista" lépés nagy nemzetközi felhördülést váltott ki, Le Corbusier és Sigfried Giedion például nemtetszésüknek adtak hangot Sztálinnál, miszerint a tanács döntése a forradalmi eszmék és az ötéves terv megcsúfolása, és tulajdonképpen egy "tragikus árulás".

## A döntés

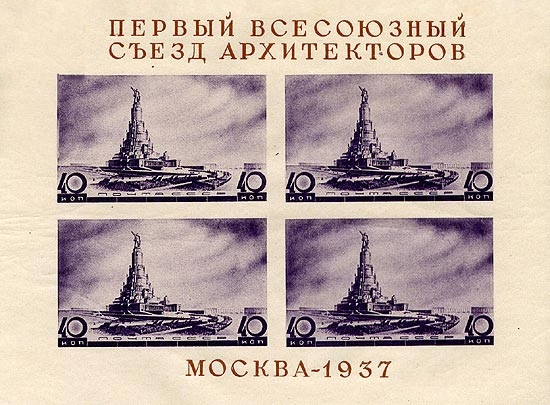
A Szovjetek palotájának képe az Építészek I. Össz-szövetségi Kongresszusára kiadott bélyegblokkon

A nemzetközi versenyt nem is egy, hanem még két további, immáron zártkörű pályázati forduló követte. A harmadik fordulóban (1932. március–július) 15 tervezői csapatot vontak be, míg a negyedik körben (1932. július – 1933. február) már csak ötöt. 1933. május 10-én Iofan pályázatát hirdették ki győztesnek. Egy neoklasszicista építészpárost, Vlagyimir Scsukót és Vlagyimir Gelfrejhet jelölték meg Iofan csapatának tagjaiként, innentől ők feleltek a tervekért.
Egy később napvilágot látott levelezés Sztálin és Lazar Kaganovics között azonban arra utal, hogy a döntés már 1932 augusztusában megszületett. Augusztus 7-én Sztálin levelet írt Kaganovicsnak, Vjacseszlav Molotovnak és Kliment Vorosilovnak, amelyben Iofan tervét egyértelműen a „legjobbnak” nevezte, és további változtatásokat javasolt:
- A központi torony oszlopszerűen törjön az ég felé (ahogyan Iofan első terveiben).
- Az épület legyen legalább olyan magas, mint az Eiffel-torony (vagy magasabb).
- A torony tetejét fényesen megvilágított sarló és kalapács díszítse.
- Lenin, Karl Marx és Friedrich Engels is kapjon szobrot az épület előtt.[12]

## A Iofan–Scsuko–Gelfrejh-tervek
Iofan eredeti tervének megkoronázása A szabad proletár viszonylag kis méretű szobra volt. 1932 augusztusában (mint Sztálin emlékirataiból kiderült) a szobor eltűnt a tervekből, Sztálin pedig személyesen avatkozott be annak érdekében, hogy visszakerüljön. A negyedik fordulóban, Sztálin beszéde után ("A Szovjetek palotája Leninnek állít emléket. Ne riasszon vissza a magasság: hajrá!") a tervekben egy eddiginél magasabb torony tűnt fel, valamint Lenin is megkapta a maga szobrát. Az épület magassága a korábbi 260 méterről immáron 415 méterre nőtt. Az aula 100 méteres magasságú és 160 méter átmérőjű lett, 21 000 ülőhelynek elegendő térrel. A kisebbik aula a keleti szárnyban 6000 ülőhelyet tartalmazott. A projekt 1934 márciusában került a nyilvánosság elé. William Zorach litván–amerikai építész ezt követően megvádolta a szovjeteket, miszerint ellopták a leningrádi Lenin-emlékmű elkészítésére benyújtott ötletét. A szobor szerkezetét később tervezték meg: 1936-ra egy 100 méteres, Lenint – áldásra emlékeztető – üdvözlésre emelt kézzel ábrázoló szoborral számoltak, amelynek tömege meghaladta a 6000 tonnát. Frank Lloyd Wright 1937-ben „Szent György és a sárkány esetének modern változata”-ként jellemezte a tervet, amely reményei szerint csak javaslat szintjén létezett volna.

## Az építkezés

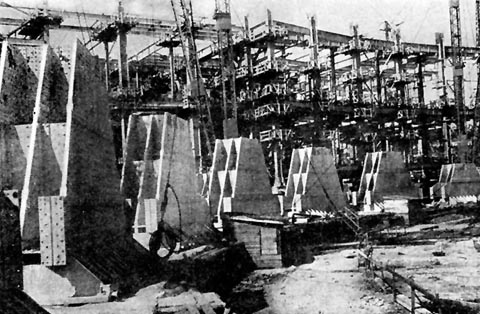
Levert acélcölöpök az építkezésen

1939-ben befejeződött az alapkőletétel. A munkások 20 méter átmérőjű acél cölöpöket ástak le, kiásták a gödröt az alapozáshoz, valamint lebontották és elhordták a korábbi katedrális még meglévő maradványait. Az új alap egy kissé homorú betonfödém volt, koncentrikus függőleges gyűrűkkel, amelyek a fő aula oszlopainak megtartásához kellettek. 1941 júniusára az alsóbb szintek acélváza már állt. Ekkor szólt közbe a második világháború: az acélvázat 1941-ben és 1942-ben visszabontották, feldarabolták és elhordták, hogy Moszkva véderődítményeihez és vasúti hídjaihoz használják fel. Az üres alap a továbbiakban kihasználatlanul állt, és a közeli Moszkva folyó vize is folyamatosan szivárgott bele. Ennek ellenére egészen 1958-ig nagy erőkkel őrizték.
Ez idő alatt Iofan és csapata, immáron Szverdlovszkba átköltözve, tovább tökéletesítették a terveket. A háború végét követően Iofan újabb tervekkel állt elő, immáron győzelmi motívumokkal teleaggatva az épület belsejét, a háborúban aratott sikert megünnepelendő. Ezeket a terveket azonban már nem ültették át a valóságba: az építkezés sohasem folytatódott. Iofan ezt követően pályázott az Állami Egyetem főépületének terveivel, de alulmaradt Lev Rudnyevvel szemben, akinek terve biztonságosabbnak bizonyult. Rudnyev és több, a háború után alkotó építész egyébként úgy munkálkodtak, mintha a palota elkészült volna; minden nagyobb projektet ehhez igazítottak. Egy 1947-es térképen például a sztálinista felhőkarcolókat a Szovjetek palotájával a középpontban tüntették fel.

## Hagyaték

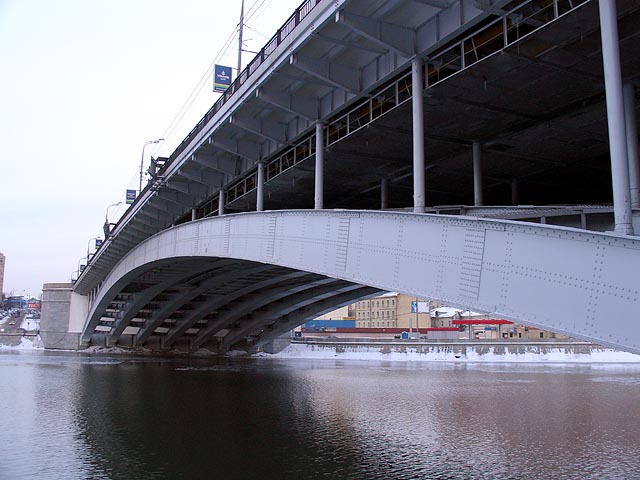
A Bolsoj Krasznoholmszki híd SZDSZ acél felhasználásával készült

A palota megépítésének projektje számos új technológia és megoldás kifejlesztését követelte meg, többek között a DSZ (ДС, Дворец Советов) építési acélok fajtáit. Az alap (ODSZ) és speciális (SZDSZ) acélt Moszkva 1930-as években épült hídjaihoz már használták, akárcsak a csatornarendszernél. A közeli metróállomás, Alekszej Duskin építész 1935-ös győztes pályaműve a Szovjetek palotája nevet kapta, amelyet 1957-ben Kropotkinszkaja névre kereszteltek át.
1934-es terveinek közzétételét követően a palota a szovjet építészet egyik szimbólumává vált, propagandaplakátok tömegén szerepelt, többek között Alekszandr Dejneka munkáin. A meg nem épült palota animációit is felhasználták, filmekben is szerepelt (pl. Ivan Pirjev 1944-es В шесть часов вечера после войны [Este hat órakor a háború után] című filmben, amely akkor készült, amikor a Moszfilm Stúdiót Taskentbe evakuálták). Az 1937-ben épült északi folyóterminálon szintén szerepel az el nem készült épület portréja, ahogy egy sor más építményen is.
1958 és 1960 között Hruscsov utasítására az épület megkezdett maradványait elbontották, és a Moszkva nevű uszoda vette át a helyét, amely akkoriban a világ legnagyobb nyitott uszodája volt. Az egyedi, kör alakú medence 129,5 méteres átmérőjű volt.

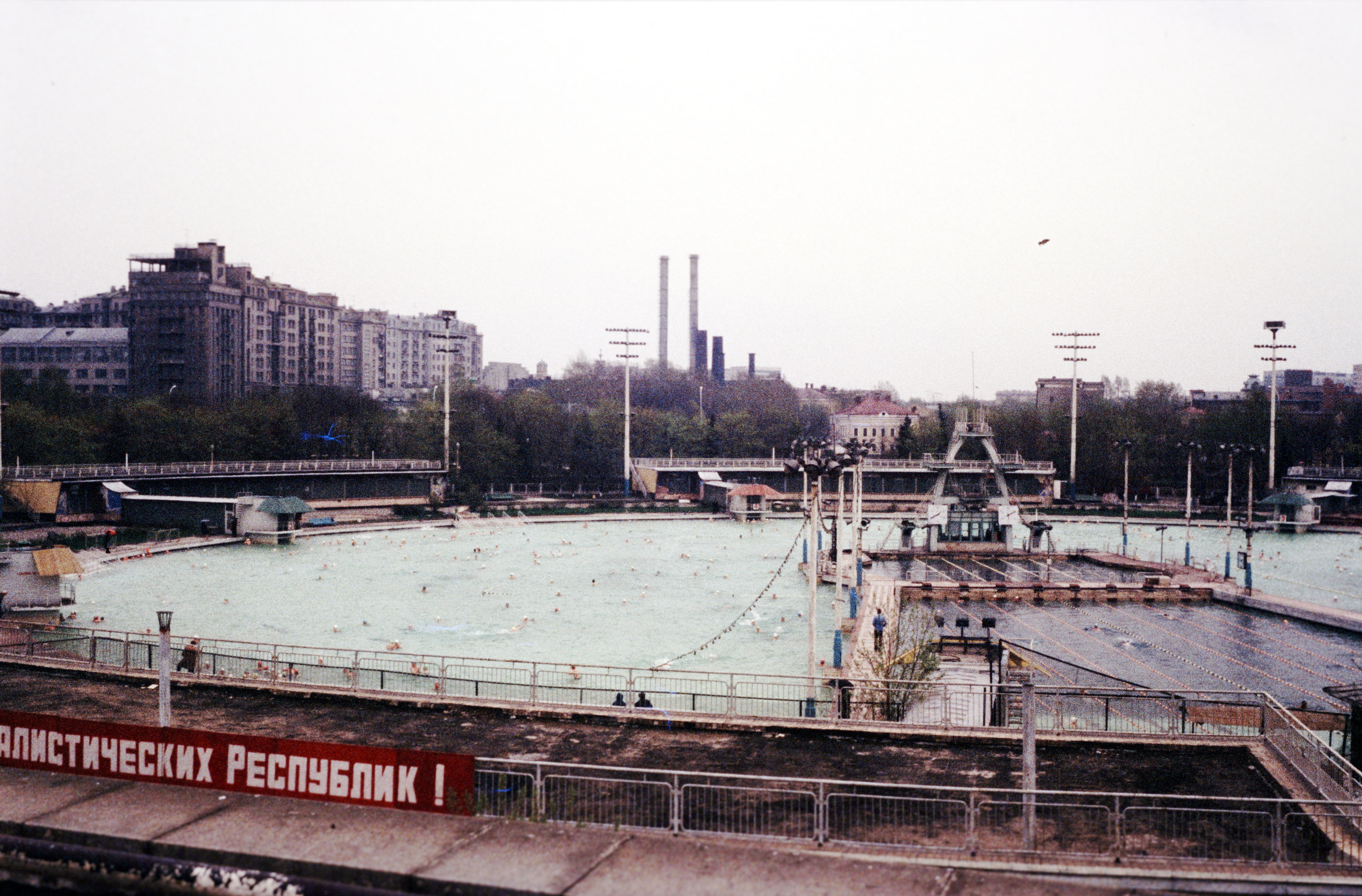
A Moszkva uszoda, 1980

Az 1970-es években az állam új pályázatot írt ki, ezúttal a V. I. Lenin Múzeumra, amelyet a Puskin Múzeum és a Kreml között kapott volna helyet. Néhány pályázó viszont a Moszkvai Uszoda helyére javasolta a múzeumot, ezzel mintegy követve Iofan modelljét. Ez a projekt sem valósult meg soha.
1995 és 2000 között a korábban lerombolt Megváltó Krisztus-székesegyházat újjáépítették eredeti terveinek megfelelően.

## A kultúrában
- Az építészettörténész Jevgenyija Kiricsenko Megváltó Krisztus-székesegyházról szóló könyvében kitér a palota tervezésére és építésére.[20]
- Ryszard Kapuściński Imperium című művének egyik fejezetében szintén kitér a katedrális lebontására és a palota projektjére.
- A Pritzker-díjas Rem Koolhaas 1995-ös S,M,L,XL című könyvében ír a Szovjetek palotájáról.
- Viktor Szuvorov orosz történész és író Последняя республика (Az utolsó köztársaság) című könyvében a Szovjetek palotáját a kommunista uralom legmarkánsabb megtestesülésének írja le.

## Fordítás
- Ez a szócikk részben vagy egészben  a   Palace of the Soviets című angol Wikipédia-szócikk ezen változatának fordításán alapul.  Az eredeti cikk szerkesztőit annak laptörténete sorolja fel. Ez a jelzés csupán a megfogalmazás eredetét és a szerzői jogokat jelzi, nem szolgál a cikkben szereplő információk forrásmegjelöléseként.